# Campylomormyrus tamandua
Campylomormyrus tamandua és una espècie de peix africà del gènere Campylomormyrus en la família Mormyridae, endèmic en diverses conques hidrogràfiques africanes, amb una ampli rang de distribució en el centre i oest del contient, incloent els rius Congo, Níger, Volta, Ogun i la conca del llac Txad.
És nativa de la República Democràtica del Congo, Benín, Burkina Faso, Camerun, regió del Congo, República Centreafricana, Costa d'Ivori, Ghana, Guinea, Mali, Níger, Nigèria i Zàmbia.

## Morfologia
D'acord amb la seva morfologia, es pot agrupar dins del grup de «peixos elefant», junt amb el Gnathonemus i el Mormyrus, que posseeixen una extensió particularment prominent en la boca i per això popularment se'ls anomena «peixos de nas d'elefant»; aquesta extensió usualment consisteix en un allargament carnós flexible unit a la mandíbula inferior i que està equipada amb sensors de tacte i probablement de gust.
El seu òrgan elèctric de descàrrega (EOD) és sensible als esteroides.
Pot aconseguir una grandària aproximada de 430 mm.

## Estat de conservació
Respecte a l'estat de conservació es pot indicar que d'acord amb la UICN aquesta espècie es pot catalogar en la categoria de «risc mínim (LC o LR/lc)».